# 21408 Lyrahaas
21408 Lyrahaas este un asteroid din centura principală de asteroizi.

## Descriere
21408 Lyrahaas este un asteroid din centura principală de asteroizi. A fost descoperit pe 20 martie 1998 la Socorro, New Mexico, în cadrul proiectului LINEAR. Asteroidul prezintă o orbită caracterizată de o semiaxă mare de 2,26 ua, o excentricitate de 0,11 și o înclinație de 7,0° în raport cu ecliptica.